# Boethella curriei
Boethella curriei là một loài tò vò trong họ Ichneumonidae.